# 정치 폭력

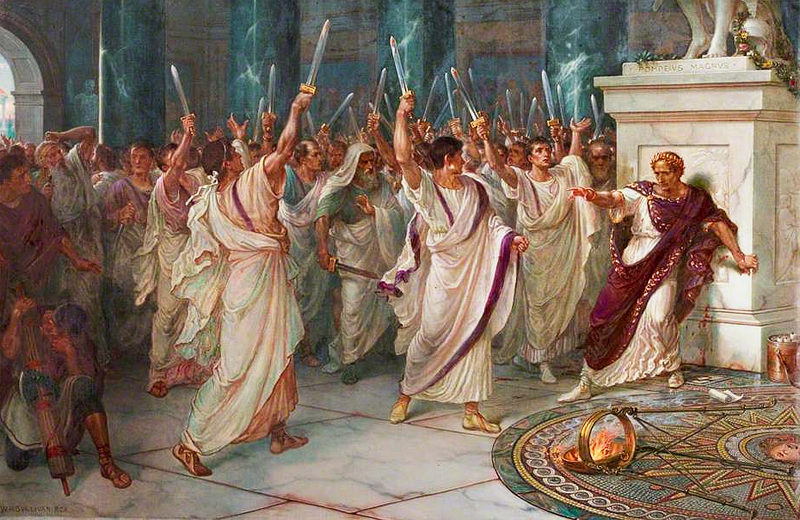
율리우스 카이사르의 암살을 묘사한 윌리엄 홈즈 설리번의 1888년 그림.

프랑스 혁명 중인 1789년 혁명군에 의한 바스티유 습격을 그린 장 피에르 우엘의 그림.

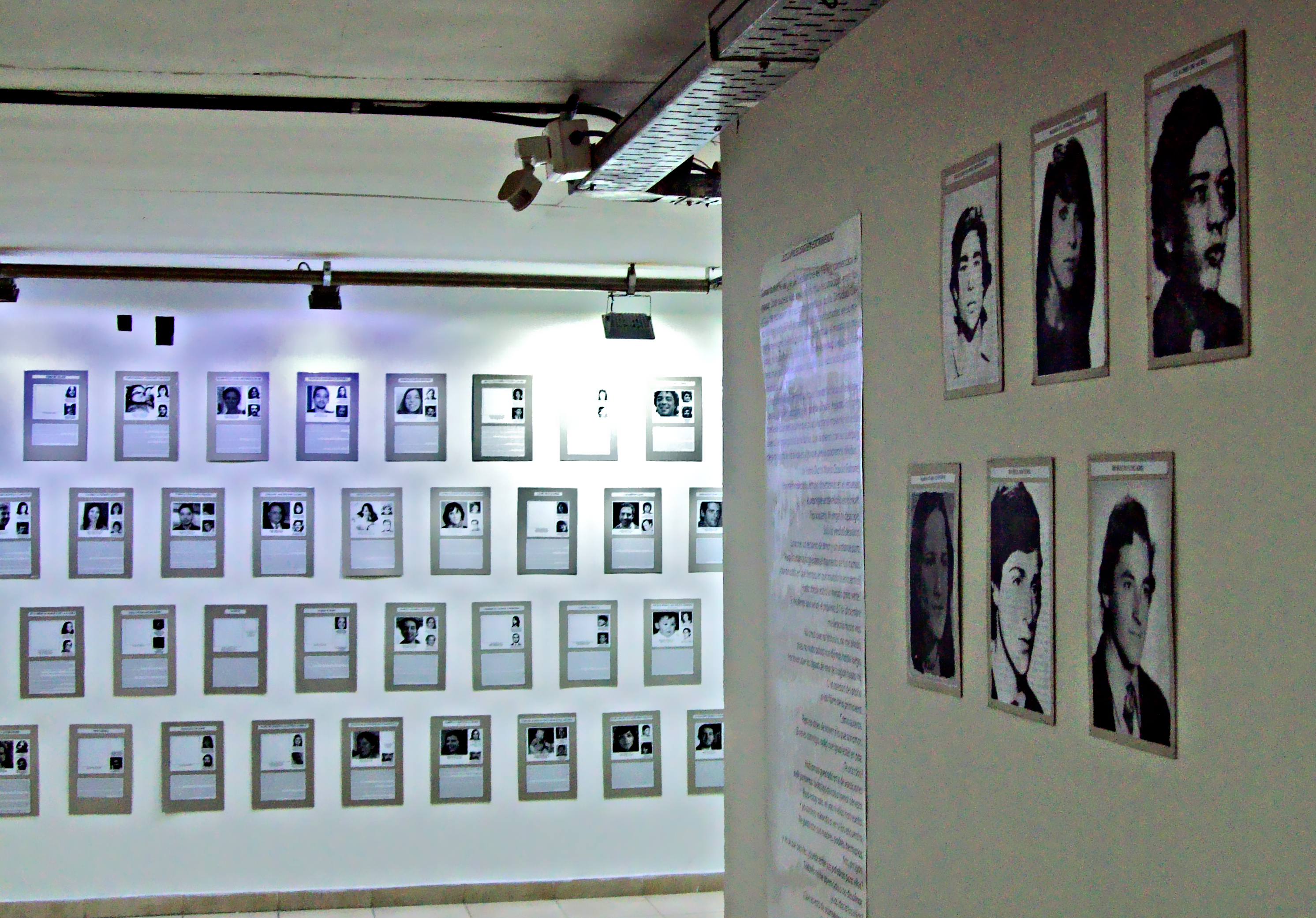
라틴아메리카에서 미국이 지원한 콘도르 작전의 일환으로 아르헨티나 군사독재정권(1976–1983) 하의 더러운 전쟁 희생자들의 사진.

정치 폭력(政治暴力)은 정치적 목표를 달성하기 위해 자행되는 폭력이다. 여기에는 국가가 다른 국가에 대해 사용하는 폭력(전쟁), 국가가 민간인 및 비국가 행위자에 대해 사용하는 폭력(강제 실종, 심리전, 경찰 폭력, 표적 살해, 고문, 민족 청소 또는 집단학살), 그리고 폭력적인 비국가 행위자가 국가 및 민간인에 대해 사용하는 폭력(납치, 암살, 테러 공격, 고문, 심리전 및 유격전) 등이 포함된다. 또한 폭력적인 비국가 행위자가 국가에 대해 사용하는 정치적 동기의 폭력(반란, 폭동, 반역죄 또는 쿠데타)을 설명하거나, 다른 비국가 행위자 및 민간인에 대해 사용되는 폭력을 설명할 수 있다. 정부의 무대응 또한 기근을 완화하지 않거나 영토 내의 정치적으로 식별 가능한 집단에 자원을 거부하는 것과 같은 정치적 폭력의 한 형태로 특징지어질 수 있다.
국가 행위자와 비국가 행위자 간의 힘의 불균형으로 인해 정치적 폭력은 종종 비대칭전의 형태를 띠며, 어느 한쪽도 상대방을 직접 공격할 수 없어 게릴라전이나 테러리즘과 같은 전술에 의존한다. 이는 종종 민간인 또는 기타 비전투원 목표에 대한 공격을 포함할 수 있다. 사람들은 사회적, 민족적, 종교적 또는 정치적 집단의 일부라는 인식에 따라 집단적으로 표적이 될 수 있거나, 특정 개인의 행동이 누군가에게 도전하거나 상대방을 돕는 것으로 인식되어 선택적으로 표적이 될 수 있다.
많은 정치적 동기를 가진 무장세력, 반란, 극단주의, 및 근본주의 집단과 개인은 그들이 살고 있는 국가와 정치 시스템이 그들의 요구에 결코 응답하지 않을 것이라고 확신하며, 따라서 그들의 정치적 및 종교적 세계관에 따라 정부나 국가를 전복 및 재구성하는 유일한 방법은 폭력적인 수단을 통해서이며, 이는 그들의 정치적 및 종교적 목표를 달성하는 데 정당할 뿐만 아니라 필수적이라고 믿는다. 마찬가지로 전 세계의 많은 정부들은 국민들을 순응시키기 위해 폭력을 사용해야 한다고 믿는다. 때로는 정부가 외부 침략이나 다른 무력 위협으로부터 자국을 방어하고 다른 정부를 강제하거나 영토를 정복하기 위해 무력을 사용하기도 한다.

## 유형
정치 폭력은 형태, 심각성, 실제 적용 면에서 매우 다양하다. 정치학에서는 관련 행위자들이 사용하는 폭력의 유형(비국가 행위자 간의 폭력, 국가 행위자가 민간인에게 저지르는 일방적인 폭력, 국가 간의 폭력)을 고려하는 것이 일반적인 조직 틀이다.
스타티스 칼리바스(Stathis Kalyvas)는 주간 전쟁, 내전, 테러리즘, 정치적 암살, 군사 쿠데타, 대규모 시위/반란, 공동체 간 폭력, 조직 범죄/카르텔, 민족 청소, 집단학살, 국가 탄압의 열한 가지 유형의 정치 폭력을 식별한다.

### 비국가 행위자에 의한 폭력

#### 폭력적 비국가 행위자
폭력적 비국가 행위자와 준군사조직은 정치인이나 정치 시위를 공격해왔다. 예를 들어 발타기야(이집트), 판차실라 청년단(인도네시아), 콜렉티보 (베네수엘라), 쓰레기 수거 조직(태국), 티투시키(우크라이나, 조지아), "고용 깡패"(중국) 등이 있다. 이들 그룹 중 일부는 국가와 연계되어 있을 것으로 의심받고 있다.

#### 민족 분쟁
민족 분쟁은 민족 집단 간에 벌어지는 싸움이다. 때로는 특정 민족 집단이 국가의 지원(공식적이든 비공식적이든)을 받을 수 있지만(또는 반대로 특정 민족 집단이 국가에 의해 표적이 될 수 있지만), 민족 분쟁은 국가의 직접적인 개입 없이도 또는 국가가 집단 간의 중재를 시도함에도 불구하고 두 집단 간에 발생할 수 있다.

#### 테러리즘
테러리즘은 비국가 행위자가 국가 이외의 정치적 목표(예: 예루살렘 게이 프라이드 퍼레이드 칼부림 사건, 샤를리 에브도 테러)를 대상으로 할 수 있다. 테러리즘은 갈등의 약한 측이 자주 사용하는 전술이기 때문에, 국가와 비국가 행위자 간의 폭력에 포함될 수도 있다.
테러리즘의 구체적인 정의는 없지만, 미국 국방부는 테러리즘을 "일반적으로 정치적, 종교적 또는 이념적 목표를 추구하기 위해 정부나 사회를 강요하거나 위협할 목적으로 불법적인 폭력 또는 불법적인 폭력 위협을 의도적으로 사용하는 것"으로 정의한다. 무엇이 테러리즘으로 간주되고 무엇이 아닌지는 그 자체로 논란의 여지가 있는 정치적 문제이다. 국가들은 종종 테러리즘이라는 꼬리표를 사용하여 적들의 행동을 비난하는 동시에 국가가 행하는 "합법적인" 폭력(예: 북아일랜드 분쟁, 필리핀 공산 반란, 2014년 이스라엘-가자 분쟁)을 은폐하려 했기 때문이다.

### 국가의 일방적 폭력
정부와 연계된 조직적인 무장 단체가 민간인의 사망을 초래하는 무력 사용은 일방적인 것으로 간주된다. 인간안보보고서 프로젝트에 따르면, 정부에 의한 일방적 폭력은 한 집단에 의해 저질러진 민간인에 대한 폭력으로 인해 해당 연도에 최소 25명의 사망자가 보고되었을 때 기록된다.

#### 집단학살
정치 폭력의 한 형태는 집단학살이다. 집단학살은 일반적으로 "민족, 인종, 종파, 또는 국적 집단을 전체적으로 또는 부분적으로 의도적이고 체계적으로 파괴하는 것"으로 정의되지만, "부분"이 집단학살로 인정될 만큼 충분한 정도인지는 법학자들 사이에서 많은 논쟁의 대상이 되어왔다. 집단학살은 일반적으로 집단학살 활동이 일어나는 국가 정부의 명시적 또는 묵시적 지원을 받아 실행된다. 홀로코스트는 가장 많이 인용되는 역사적인 집단학살 사례이다.

#### 고문
고문은 처벌, 복수, 정보 또는 자백 강요, 또는 단순히 잔혹 행위의 수단으로 극심한 고통(육체적 또는 심리적)을 가하는 행위이다. 고문은 국제법과 21세기 대부분 국가의 국내법에 따라 금지되어 있다. 이는 인권 침해로 간주되며 세계인권선언 제5조에 의해 용납될 수 없다고 선언되었다. 제3차 제네바 협약과 제4차 제네바 협약 서명국들은 무력 충돌 시 포로를 고문하지 않기로 공식적으로 합의했다. 고문에 대한 국내 및 국제법적 금지는 고문 및 유사한 학대가 비도덕적일 뿐만 아니라 비실용적이라는 합의에서 비롯된다. 국제 협약에도 불구하고, 2004년 아부그라이브 교도소 가혹행위 스캔들과 같이 미국 육군 군사 경찰관에 의해 저질러진 고문 사례가 계속해서 발생하고 있다. 국제앰네스티 및 국제 고문 피해자 재활 협의회와 같은 단체들은 인권 침해를 감시하고 전 세계 여러 지역에서 국가에 의한 광범위한 고문 침해 사례를 보고하고 있다. 국제앰네스티는 전 세계 정부 중 최소 81곳이 현재 고문을 행하고 있으며, 일부는 공개적으로 행하고 있다고 추정한다.

#### 사형
사형은 국가가 범죄에 대한 처벌로 사람에게 내리는 사망 선고이다. 이는 초법적 살인을 포함하지 않는다. 초법적 살인은 어떠한 사법 절차나 법적 절차의 제재 없이 정부 당국에 의해 자행되는 살인을 의미한다. 국가별 사형제도 현황은 다양하지만, 국제앰네스티에 따르면 58개국이 여전히 사형을 적극적으로 사용하고 있으며, 2010년에는 23개국이 사형을 집행하고 67개국이 사형 선고를 내렸다. 2010년 사형 방법에는 참수, 전기 사형, 교수형, 독극물 주입, 총살이 포함되었다.

#### 기근
기근은 자원을 거부하거나, 복종을 강요하거나, 완강하거나 신뢰할 수 없는 주민이 있는 지역의 인구를 줄이기 위해 시작되거나 연장될 수 있다.

#### 경찰 폭력
경찰 폭력은 또 다른 형태의 정치 폭력이다. 이는 과도한 무력 사용이라는 용어와 병치하여 가장 일반적으로 설명된다. 경찰 폭력은 "경찰관이 민간인에 대해 필요 이상의 무력을 사용하여 과도한 무력을 행사함으로써 발생하는 시민권 침해"로 정의될 수 있다. 경찰 폭력과 과도한 무력 사용은 전 세계적으로 발생하고 있으며, 미국에서만 2010년 동안 4,861건의 경찰 비행 사건이 보고되었다. 이 중 6,826명의 피해자가 있었고 247명이 사망했다.

### 국가와 비국가 행위자 간의 폭력
관련된 전쟁 당사자 중 적어도 한쪽은 국가의 정부이다.

#### 반란
반란(叛亂, rebellion 리벨리언[*]) 또는 봉기(蜂起, uprising), 모반(謀反, insurrection)이란 복종 또는 질서를 거부하는 것이다. 하여 반란이란 국가, 정부수반, 정치지도자, 금융기관, 어떤 책임자 등의 권위를 파괴하거나 그 자리를 대신 차지하기 위한 여러 행동들에 대하여 모두 적용될 수 있는 개념이다. 시민 불복종이나 시민 저항, 비폭력 저항처럼 폭력을 배제한 반란행동도 있을 수 있다. 물론 폭력적인 행위 역시 반란의 범주에 포함되며, 특히 반란자가 무장을 갖추고 집단을 형성했을 경우 그들을 반군(叛軍, rebels)이라고 한다.
역사상 자국의 정부에 반대한 여러 집단들이 반란자로 규정되었다. 미국 독립전쟁 와중의 대륙육군은 영국측에게 반군으로 지칭되었고, 미국 내전 때 남부맹방은 북부연방에게 반군으로 지칭되었다. 거의 대부분의 무장 반란은 권위 그 자체를 부정하지 않으며, 오히려 자신들이 새로운 권위로서 세워지는 것을 추구한다. 예컨대 의화단의 난은 약화되고 분열된 당대 청나라 정부보다 더 강력한 정권을 세우기 위해 일어났으며, 자코바이트의 난은 스튜어트 왕가의 복고를 추구했지, 군주제 자체의 폐지를 목표로 하지 않았다.
지배층을 상대로 한다고 해서 모든 반란군이 정의로운 것은 아니며 오히려 깡패 출신처럼 질이 좋지 않은 불량배들에게 기회를 준 반란도 많았다. 근대 이후에도 피지배층에 의해 지배층이 무너진 후 깡패들에 의해 굴복당하여 심각한 고통을 받게 된 국가들이 존재하며 전근대 이전에도 지배층 대신 깡패들에게 지배를 받는 지역들이 있었다.
더구나 피지배층인 민중으로 구성된 민병대 역시 스레브레니차 학살처럼 깡패들 이상을 보여주는 경우도 흔하며 역사적으로 민중에 의해 의적으로 불린 사람들도 사실은 그냥 사회에 저항하거나 지배층에 도전하기만 하는 도적인 경우가 많았다. 그들은 지배층은 물론 민중들도 죽이거나 약탈하기도 했다. 심지어 오히려 지배층에 해를 입힌 것보다도 피지배층에 피해를 더 많이 준 자칭 의적들도 많다. 따라서 현실적인 이유로 인하여 반란의 주요 인물들이 반란군을 배신하거나 지배층의 양보 정도만 얻으려고 했던 반란들도 있었으며 과거 사학자 토마스 월싱햄에 의하면 농민 반란은 많으나 진정으로 혁명적인 사례는 적었다고 한다.

#### 폭동
폭동은 인지된 잘못 및 불의에 항의하기 위해 형성된 개인 집단에 의한 폭력적인 소요로 묘사될 수 있다. 이는 빈곤과 불평등에서 실업과 정부 억압에 이르기까지 다양할 수 있다. 여러 가지 방식으로 나타날 수 있지만 가장 일반적으로 재산 피해 형태로 나타난다. 폭동은 예측 불가능성과 참가자들의 익명성을 특징으로 한다. 둘 다 당국이 참가자들을 식별하기 어렵게 만든다.
폭동은 여러 방식으로 분석되었지만 가장 최근에는 좌절-공격 모델 이론의 맥락에서 분석되었으며, 대부분의 폭동에서 보이는 공격성은 집단이 삶의 특정 측면에 대한 좌절의 직접적인 결과임을 나타낸다. 광범위하고 장기적인 폭동은 반란 또는 혁명으로 이어지거나 이를 유발할 수 있다. 경찰 폭동, 인종 폭동, 교도소 폭동, 스포츠 폭동을 포함하되 이에 국한되지 않는 여러 유형의 폭동도 있다.

#### 혁명
정치학에서 혁명은 정치 권력과 정치 조직의 근본적이고 상대적으로 갑작스러운 변화를 의미하며, 이는 일반적으로 인지된 억압(정치적, 사회적, 경제적) 또는 정치적 무능으로 인해 인구가 정부에 반란을 일으킬 때 발생한다.
혁명에서는 일반적으로 정치적 폭력이 흔하다. 정치적 폭력의 사용은 일반적으로 혁명적 목표를 달성하기 위한 것이며, 내란 시에는 현황에 도전하기 위한 것이다. 정치적 폭력의 목표는 집단의 위치를 강화하거나 반대 세력을 약화시키는 등 다양할 수 있다.

#### 내전
내전은 동일한 국가 또는 나라 내에서 조직된 집단 간에 벌어지는 전쟁을 말한다. 덜 흔하게는 이전에 하나였던 국가에서 분리된 두 국가 간에 벌어질 수도 있다. 종종 이러한 갈등은 한 집단이 지역을 통제하거나 정부에 대한 불만을 표현하고자 하는 경우를 포함한다. 일반적으로 기존 권력을 전복하거나 최소한 일부 정책을 변경하려는 욕구가 있다. 많은 경우, 외부 세력이 한쪽과 이념을 공유하거나 상대방의 방법/동기를 비난한다면 한쪽 편에 개입할 수 있다.

#### 대반란전
또 다른 형태의 정치 폭력인 대반란전은 국가의 공인된 정부가 자신에게 대항하여 일어난 분란전을 진압하거나 억제하기 위해 취하는 일련의 행동들을 의미한다. 대반란전과 관련하여 정부의 권위를 보호하고 반란군의 권위를 감소 또는 제거하는 것을 목표로 하는 다양한 교리, 이론 및 전술이 있다. 반란군, 반란을 지지하는 비전투원, 그리고 전혀 관련 없는 일반 대중을 구별하기 어렵거나 불가능할 수 있기 때문에, 대반란전 작전은 종종 반란군과 비전투원 간의 혼란스럽고 상대주의적이거나 상황에 따른 구분에 의존해왔다. 대반란전 작전은 전쟁, 점령 및 무장 반란 중에 흔히 발생한다.

#### 선거 폭력
선거 폭력은 선거 과정에 영향을 미치거나 선거 경쟁 맥락에서 발생하는 강압, 협박 또는 신체적 해악의 모든 행위 또는 위협을 포함한다. 이는 선거 결과에 영향을 미치거나, 투표를 지연, 방해, 중단시키거나, 선거 결과에 항의하거나 선거 결과에 대한 항의를 억압하는 데 사용된다. 선거 폭력은 정당이 부정 선거만으로는 승리할 수 없기 때문에 그리고 후보자들이 부정 행위가 숨겨져 있고 폭력은 그렇지 않기 때문에 부정 행위 대리인에게 부정 행위를 의존할 수 없기 때문에 선거 결과에 영향을 미치는 데 사용된다.

### 국가 간 전쟁
전쟁은 국가, 국민 또는 기타 당사자 간에 벌어지는 조직적이고 무장하며 종종 장기간 지속되는 분쟁의 상태이며, 극심한 공격성, 사회적 혼란, 그리고 일반적으로 높은 사망률을 특징으로 한다. 전쟁은 정치 공동체 간에 실제로, 의도적으로, 그리고 광범위하게 벌어지는 무장 충돌로 이해되어야 하며, 따라서 정치적 폭력의 한 형태로 정의된다. 사망자 수 기준으로 가장 값비싼 전쟁 10개 중 3개가 지난 세기에 벌어졌다. 제2차 세계 대전의 사망자 수는 6천만 명 이상으로 추정되며, 다른 모든 전쟁의 사망자 수를 두 배 이상 능가한다. 1985년부터 1994년까지 매년 378,000명이 전쟁으로 인해 사망한 것으로 추정된다.

## 동향
상당한 연구와 데이터는 제2차 세계 대전 이후 폭력이 감소했음을 시사한다.
무장 분쟁의 강도를 측정하는 가장 자주 사용되는 지표 중 하나인 전투 사망자를 기준으로 볼 때, 1946년부터 2013년까지 분쟁이 감소했다. 또 다른 지표인 내전의 수는 냉전이 끝난 이후 점진적으로 감소했다.
그러나 최근의 연구는 사용된 측정치와 그러한 해석의 통계적 기반을 바탕으로 전 세계적으로 폭력이 감소하고 있다는 결론에 의문을 제기한다. 또한 지표들은 2010년대에 중동의 초국가적 지하디스트 집단과 관련된 분쟁에 의해 크게 폭력이 증가했음을 보여준다. 2016년과 2019년의 활성 분쟁 건수는 역대 최고치를 기록했다.

### 장기적 추세
제2차 세계 대전 이후 전 세계적으로 전투 사망자가 감소했다. 1946년 이후 전투 사망률은 제2차 세계 대전 수준에 미치지 못했다. 그러나 6.25 전쟁, 베트남 전쟁, 이란-이라크 전쟁 및 소련–아프가니스탄 전쟁에 해당하는 상당한 사망자 정점과 함께 진동이 있었다. 장기 통계 분석은 이러한 패턴이 역사적 전쟁의 장기 데이터 세트와 관련된 변동성을 고려할 때 이례적이지 않으며, 하향 추세라는 결론은 성급하다고 제안한다.
시스템적 평화 센터는 제2차 세계 대전 이후의 무장 분쟁이 소련의 붕괴 시기에 최고조에 달했다고 보고했다.
냉전 이후 1990년대부터 2000년대 초반까지 이러한 갈등 측정치가 감소했다. 1992년부터 2005년까지 전 세계적으로 폭력적인 갈등이 40% 감소했다.
정치적 폭력에 대한 다른 데이터 세트에서도 유사한 경향을 보였다. 무장 충돌 데이터를 수집하는 또 다른 프로젝트인 웁살라 분쟁 데이터 프로그램 (UCDP)은 무장 충돌을 "한 해 동안 최소 25명의 전투 관련 사망자가 발생한 국가 정부가 관련된 충돌"로 정의한다. 무장 충돌 데이터 개요에서 UCDP도 냉전 종식 이후 전 세계 무장 충돌 수가 감소했다고 밝혔다.
스티븐 핑커는 "우리 본성의 선한 천사"(2011)에서 이러한 감소가 지난 60년 동안 일어난 것이 아니라 지난 수천 년 동안 진행되어 왔다고 주장했다.
그러나 최근 상승 추세는 중동과 아프리카에서 정치적 폭력이 증가함에 따라 무장 분쟁이 증가하고 있음을 보여준다. 지난 10년 동안 UCDP는 국제화된 무장 분쟁, 즉 "국가 정부와 다른 국가의 개입이 있는 내부 반대 그룹 간의 분쟁"의 수가 증가하는 추세를 발견했다.

#### 비판
일부 학자들은 연간 국가별 전투 사망자 수에 초점을 맞춘 데이터가 오해의 소지가 있다고 주장한다.
타니샤 파잘(Tanisha Fazal)은 전쟁이 덜 치명적이 된 것은 전쟁 중 더 많은 사람들을 살리는 데 도움이 되는 의학 발전 때문이라고 주장한다. 따라서 UCDP 및 다른 조직에서 무장 분쟁 사례를 결정하는 데 사용되는 전투 사망자 기준은 오해의 소지가 있다. "1820년에 1,000명의 전투 사망자를 발생시킨 분쟁은 오늘날 1,000명의 전투 사망자를 발생시킨 분쟁보다 전체 사상자(사망자와 부상자를 포함하는 사상자)가 훨씬 적을 것이다." 현재 데이터는 전쟁이 덜 빈번해지고 있는 것처럼 보이게 하지만, 실제로는 그렇지 않다.
베어 F. 브라우묄러는 1인당 사망률 데이터를 보는 것은 "오해의 소지가 있고 관련 없는 통계"이며, 이는 전쟁이 실제로 어떻게 발생하는지를 알려주지 않기 때문이라고 주장한다. 전투 관련 사망자의 감소는 인구 증가가 전쟁 사망자 수를 앞지르고 있거나 "전쟁으로 인한 사망 위험에 노출되는 사람이 적다"는 것을 의미할 수 있다. 대신 우리는 국가가 전쟁에 나설 의지를 검토해야 한다. 브라우묄러는 분쟁에 대한 새로운 측정 기준인 "무력 사용"을 만들었는데, 이는 전쟁의 상관관계 무장국가간 분쟁 척도의 5점 중 최소 4단계에 도달하는 무장 분쟁의 수이다. 그는 무력 사용이 1800년대부터 제1차 세계 대전까지 꾸준히 유지되었지만, 제1차 세계 대전 이후 무력 사용이 꾸준히 증가했다고 밝혔다.
브라우묄러는 "관련 이진조합당 무력 사용"이라는 또 다른 측정 기준을 만들었는데, 이는 인접 국가 또는 한 주요 강대국 간의 무력 사용을 의미한다. 이 측정 기준을 사용하여 그는 제2차 세계 대전 이후 분쟁 발생률에 하향 추세가 없다는 것을 발견했다. 또한, 그는 분쟁 발생률이 지난 200년 동안 꾸준히 유지되었으며 무력 사용의 약간의 증가와 감소는 무작위적이라는 것을 발견했다.

### 현재 동향

#### 무장 분쟁
UCDP 데이터에 따르면, 1946년부터 2019년까지 전 세계 100개국 이상에서 221건의 국가 내 무장 분쟁이 발생했다. 이러한 분쟁으로 인한 사망자 수는 전반적으로 감소했지만, 2019년에는 2016년에 기록된 최고치와 같은 수의 활성 분쟁이 발생했다. 2019년 UCDP는 54건의 국가 기반 분쟁을 기록했으며, 이 중 28건은 초국가적 지하디스트 집단과 관련되어 있었다. 이는 2014년의 40건의 활성 무장 분쟁과 비교된다. 1989-2019년 기간 동안 총 사망자 수가 가장 많았던 세 국가는 르완다, 시리아, 아프가니스탄이었으며, 아프가니스탄은 2019년 전 세계 총 사망자의 40%를 차지했다.
2014년 현재 지역별로 아시아가 14건으로 폭력 분쟁이 가장 많았고, 아프리카가 12건, 유럽이 6건, 중동이 6건, 아메리카가 2건으로 뒤를 이었다.
2014년에는 모두 우크라이나에서 4건의 새로운 분쟁이 시작되었다. 이집트, 레바논, 리비아에서 새로운 행위자에 의해 3건의 분쟁이 다시 시작되었다. 또한 "아제르바이잔 (나고르노카라바흐), 인도 (가로랜드), 인도-파키스탄, 이스라엘 (팔레스타인), 말리 (아자와드), 미얀마 (코캉)"에서 이전에 등록된 행위자에 의해 6건의 분쟁이 다시 시작되었다. 마지막으로 2013년의 7개 분쟁은 2014년에 더 이상 활성화되지 않았다. 이 분쟁들은 중앙아프리카 공화국, 에티오피아 (오로미아), 말레이시아 (사바), 미얀마 (카렌족), 미얀마 (샨족), 모잠비크, 튀르키예 (쿠르디스탄)에 있었다.
2014년의 40개 분쟁 중 11개는 전쟁 수준으로 분류되었는데, 이는 1년에 최소 1,000명의 사망자가 발생했음을 의미한다. 인도와 파키스탄 간의 분쟁만이 유일한 국가 간 분쟁이었고, 두 개 이상의 국가 간의 분쟁이었다. 나머지 39개 분쟁 중 13개는 국제화된 분쟁, 즉 정부와 다른 국가가 개입하는 내부 반대 집단 간의 분쟁이었다. 국제화된 분쟁의 비율은 33%(13/39)로, 제2차 세계 대전 이후 국가 내 분쟁에 대한 외부 행위자의 가장 큰 비율이다.

#### 테러리즘
무장 충돌과 관련된 사상자 수와 마찬가지로, 테러리즘과 관련된 사망자 수도 증가했다. 2014년 미국 국무부는 전 세계에서 13,463건의 테러 공격이 발생했다고 보고했다. 이러한 공격으로 인해 최소 32,700명이 사망하고 34,700명이 부상을 입었다. 또한 9,400명 이상이 납치되거나 인질로 잡혔다. 2013년과 비교하여 테러 공격 건수는 35% 증가했으며 총 사망자 수는 81% 증가했다.
2014년 가장 많은 테러 공격을 경험한 5개국은 이라크, 파키스탄, 아프가니스탄, 인도, 그리고 나이지리아였다. 2013년에는 이라크, 파키스탄, 아프가니스탄, 인도, 필리핀이 가장 많은 테러 공격을 경험한 국가였다.
2013년과 2014년, 가장 많은 테러 공격을 저지른 가해자들은 ISIS, 탈레반, 알샤바브, 보코 하람, 그리고 마오이스트들이었다. 목표물의 55%는 민간인, 사유 재산 또는 경찰이었다. 나이지리아 공격의 66%와 이라크 공격의 41%는 민간인과 재산을 목표로 했다.
글로벌 테러리즘 데이터베이스는 2004년에서 2013년 사이에 전체 테러 공격의 약 50%, 테러 공격으로 인한 사망자의 60%가 이라크, 아프가니스탄, 파키스탄에서 발생했다고 추정한다.

#### 여론조사

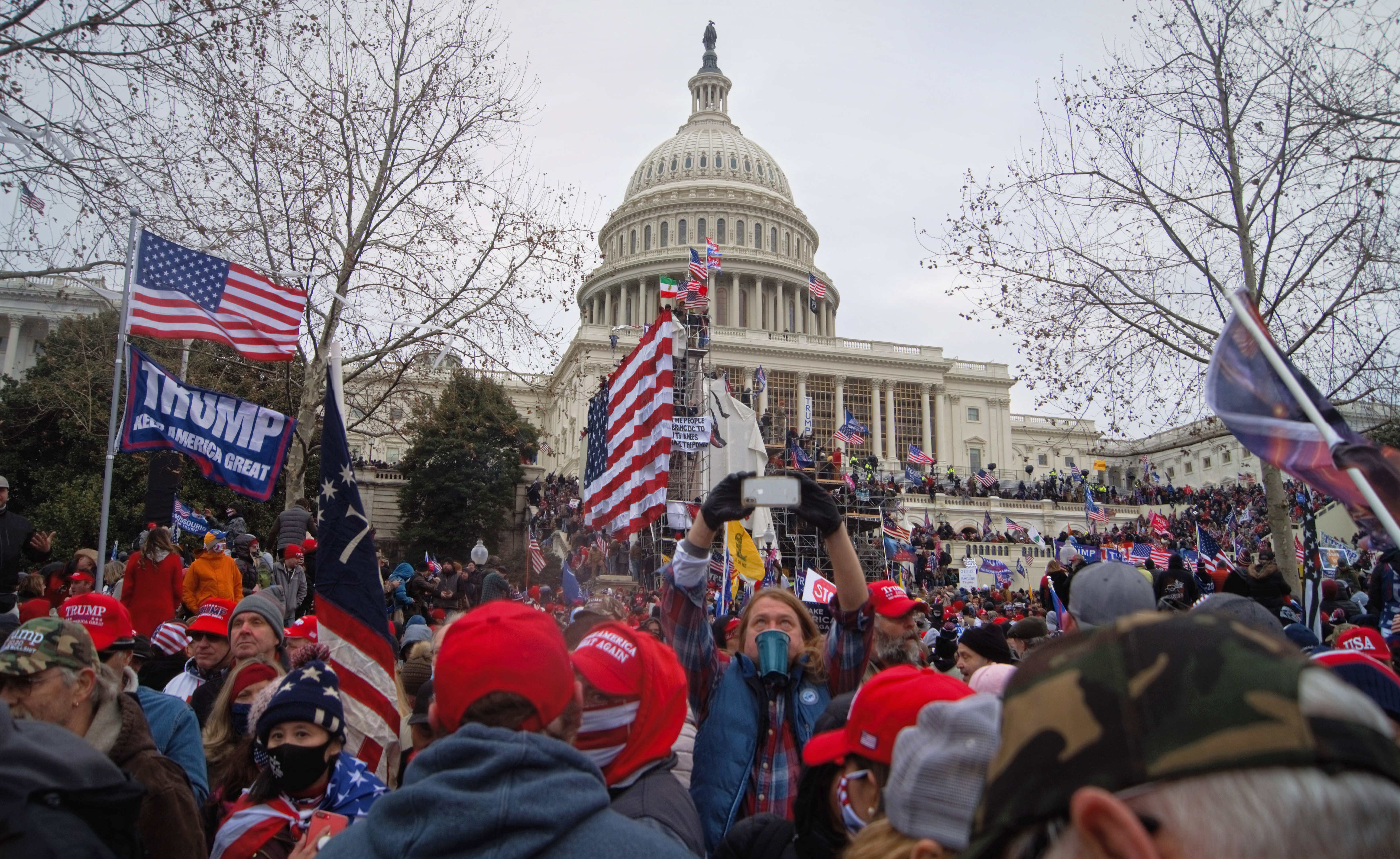
미국 국회의사당을 습격하는 시위대

2023년 PRRI 여론조사에 따르면 2023년 설문조사 응답자의 23%가 2024년에 "미국 애국자들이 우리 나라를 구하기 위해 정치적 폭력에 의존해야 할 수도 있다"고 믿는 것으로 나타났는데, 이는 2021년 설문조사 응답자의 15%에서 증가한 수치이다.

## 이론
정치 폭력 이론은 분석 수준별로 정리할 수 있다.
- 거시 이론은 정치, 경제, 사회적 과정이 어떻게 정치적 폭력을 야기하는지 설명한다.
- 미시 이론은 누가 폭력에 참여하고 사람들이 왜 참여하는지 등 개인과 가정을 포함하는 정치적 폭력 과정을 논의한다.[58]

일부 연구는  이 이분법에 명확하게 들어맞지 않는다.

### 거시

#### 민주주의
더 많은 민주주의는 정치적 폭력을 줄일 수 있다.

#### 사회 갈등 이론
사회 갈등 이론은 마르크스주의에 기반을 둔 사회 이론으로, 사회 시스템이 자원을 소유하고 통제하는 사람들의 기득권을 반영한다고 주장한다. 권력을 가진 사람들은 정치 및 경제 제도를 이용하여 권력이 약한 집단을 착취한다. 이는 나머지 사회가 권력을 가진 사람들로부터 소외되거나 심리적으로 분리되게 만든다. 혁명은 권력을 가진 사람들과 착취당하는 사람들 간의 사회적, 경제적 분리를 해체하고 "평등과 사회적 통합을 달성하기 위해" 발생한다.

#### 전쟁의 비효율성 퍼즐
전쟁의 비효율성 퍼즐은 전쟁이 비용이 많이 드는데도 국가들이 왜 전쟁을 하는지 설명한다. 제임스 피어론의 전쟁에 대한 합리주의적 설명에서 그는 전쟁이 비용이 많이 들고 이것이 상대방과 협상할 유인을 만든다고 주장한다. 그러나 국가들은 협상하지 않고 전쟁을 하는 이유는 전투 능력에 대한 사적인 정보와 이 정보를 왜곡하려는 유인 때문이다.

#### 기능주의
기능주의는 사회를 "시스템 균형이 유지되기 위해 전체 시스템이 잘 작동해야 하는 유기체"로 본다. 그러나 시스템에 충격이 가해지면 사회는 혼란에 빠져 집단 폭력을 허용한다.

#### 대중사회
대중사회는 폭력적인 사회 운동이 사회적으로, 그리고 정치 제도적으로 고립된 사람들로부터 나온다고 주장한다. 소외된 사람들은 급진적이거나 극단주의적인 운동에 쉽게 동참한다.

#### 자원 유통
자원 유통은 사회 운동에 대한 이론으로, 경쟁하는 집단이 목표를 달성하기 위해 적절한 자원을 조직하고 사용하는 능력을 강조한다. 자원은 시간, 돈, 조직 기술, 그리고 특정 사회적 또는 정치적 기회가 될 수 있다. 정치적 폭력은 개인이 행동을 취하기에 충분한 자원을 동원할 수 있을 때 발생한다.

#### 본질주의
본질주의는 민족 폭력과 민족 분쟁에 대한 설명이다. "인종, 언어, 종교, 지역적 특성 및 기타 가시적인 표지에 기반한 민족 간의 차이는 민족 간 분쟁을 야기한다. 왜냐하면 동일 집단의 구성원들은 그들의 집단에 감정적으로 동일시하지만, 그들의 민족 집단 외부의 사람들과는 그러한 동일성을 느끼지 못하기 때문이다."  

#### 도구주의
도구주의는 민족 폭력과 민족 분쟁에 대한 설명이다. 민족성은 인간 본성에 내재된 것이 아니다. 갈등은 지도자들이 정치적 권력이나 경제적 이득을 위해 민족성을 조작할 때 발생한다.

#### 구성주의
구성주의는 민족 폭력과 민족 분쟁에 대한 설명이다. 민족적, 국가적 정체성은 사회적으로 구성되며 식민지화 및 정복과 같은 사회적, 경제적, 정치적 과정을 통해 형성된다. 민족 분쟁은 민족성 자체에서 비롯되는 것이 아니라 민족 정체성을 형성하는 요인의 산물이다.

#### 청소년 불균형
청소년 불균형은 한 국가 인구의 15세에서 24세 사이 연령층이 불균형적으로 높은 비율을 차지할 때 발생한다. 이는 유아 사망률이 감소하고 출산율이 증가할 때 발생한다. 이러한 청소년 불균형은 생산가능인구를 증가시키지만, 이는 더 많은 일자리로 이어지지 않아 심각한 실업률을 초래한다. 이는 젊은 성인 남성 인구가 "부모에 대한 의존을 연장하고, 자존감을 저하시키며, 좌절감을 부추기게" 한다. 이는 청소년들이 "대안적이고 불법적인 수단을 통해 사회적, 경제적 발전을 추구하게" 만들며, 이는 무장 운동에 참여하는 기회비용이 낮다는 것을 의미한다.

### 미시

#### 합리적 선택 이론
합리적 선택 이론은 의사결정자가 경쟁하는 선택지의 기대 효용을 비교하고 가장 유리한 결과를 도출하는 선택지를 선택하는 의사결정 접근 방식이다. 정치 폭력은 정치 폭력에 참여하는 이득이 비용을 초과할 때 발생한다.

#### 상대적 박탈감
테드 로버트 거(Ted Robert Gurr)는 "왜 남성은 반란을 일으키는가"에서 상대적 박탈감 이론을 사용하여 남성이 폭력 행위를 저지르는 이유를 설명한다. 거가 설명하듯이, 상대적 박탈감은 "행위자들이 그들의 가치 기대치와 그들의 가치 능력 간의 불일치를 인식하는 것"으로 정의된다. 다시 말해, 상대적 박탈감은 사람들이 마땅히 받아야 한다고 느끼는 욕구와 필요성 대 "얻고 유지할 수 있는" 능력 간의 격차이다. 기대되는 복지와 달성된 복지 간의 집단적 불만은 사람들을 폭력에 의존하게 만든다.

#### 집단 행동 이론
집단 행동 이론은 사람들이 반란에 참여하는 이유를 설명한다. 사람은 반란에 참여할지 여부를 이득과 비용을 기준으로 결정한다. 일반적으로 사람들은 무임승차자가 되어 반란에 참여하지 않기로 결정한다. 이들은 이득이 공공재이기 때문에 반란의 이득을 여전히 누릴 것이다. 그러나 사람들이 물질적 보상이나 권력과 같은 사유재를 받을 것으로 예상되면, 그 사람은 반란을 일으킬 것으로 예상된다.

#### 탐욕 대 불만
탐욕 대 불만은 개인이 싸우는 이유에 대한 두 가지 설명을 제공한다. 개인은 자신의 상황을 개선하기 위한 노력으로 분쟁에 참여하기로 결정하고 반란이나 어떤 종류의 집단 폭력에 참여하는 이득이 참여하지 않는 것보다 더 크다고 판단할 때 탐욕에 의해 동기 부여된다고 한다. 개인은 "높은 불평등, 정치적 권리 부족 또는 사회의 민족적, 종교적 분열" 때문에 싸울 때 불만에 의해 동기 부여된다고 한다. "내전에서의 탐욕과 불만"에서 폴 콜리어와 앙케 호플러는 탐욕이 불만보다 폭력 참여를 더 잘 예측한다고 주장한다.

## 결과
정치적 폭력의 여파로 국가, 사회, 개인 내부에서 많은 변화가 발생한다.

### 거시
정치적 폭력이 지역, 국가, 민족 및 사회에 미치는 영향을 조사하는 사회 과학 문헌.

#### 국가 건설
찰스 틸리(Charles Tilly)는 "전쟁 수행"(영토 외부의 경쟁자 제거), "국가 형성"(영토 내 경쟁자 제거), "보호"(영토 내 주체 보호), "자원 추출"(처음 세 활동을 수행하기 위한 자원 추출)이 국가를 정의하는 것이라고 주장한다. 이 네 가지 활동은 모두 국가가 폭력을 사용하고 독점하는 능력에 달려 있다. 즉, 정치적 및 비정치적 동기를 가진 폭력은 국가 건설과 재정 능력 건설에 필요하다.

### 미시
정치적 폭력이 개인과 가정에 미치는 영향을 조사하는 사회 과학 연구가 증가하고 있다. 개인 및 가정 수준에서 발생하는 일이 거시적 수준에 영향을 미칠 수 있다는 점을 명심하는 것이 중요하다. 예를 들어, 정치적 폭력은 개인의 소득, 건강 및 교육 성취도에 영향을 미치지만, 이러한 개별적인 결과가 결합되면 국가 또는 국가의 경제 성장에 영향을 미칠 수 있다. 다시 말해, 정치적 폭력의 거시적 및 미시적 결과는 진공 상태에서 발생하지 않는다.

#### 정치적 영향
폭력이 정치 참여를 증가시킨다는 경험적 연구가 있다. 한 자연 실험은 조지프 코니의 LRA에 납치되는 것이 정치 참여에 미치는 영향을 조사한다. 납치된 우간다 남성 청소년, 즉 전 아동 병사는 납치되지 않은 우간다 남성 청소년보다 2005년 우간다 국민투표에 투표하고 지역 사회 동원가/지도자가 될 확률이 더 높았다.
그러나 이러한 효과는 우간다에만 국한되지 않는다. 시에라리온 내전의 영향을 조사한 또 다른 자연 실험에서는 피해를 입은 가구, 즉 구성원이 살해되거나 부상당하거나 불구로 만들거나 붙잡히거나 난민이 된 가구가 폭력을 경험하지 않은 가구보다 유권자 등록, 지역 사회 회의 참석, 지역 정치 및 지역 사회 단체 참여 가능성이 더 높다는 것을 발견했다.

#### 경제적 영향
시에라리온 내전의 영향을 연구한 한 연구는 피해를 입은 가정, 즉 구성원이 사망, 부상, 불구, 포로 또는 피난당한 가정은 자산 소유, 아동 영양, 소비 지출 및 수입에 장기적인 영향이 없음을 발견했다.

## 데이터 세트

### 무장 충돌 위치 및 사건 데이터 프로젝트 (ACLED)
무장 충돌 위치 및 사건 데이터 프로젝트 (ACLED)는 1997년부터 현재까지 개발도상국의 정치적 폭력 및 시위 데이터를 수집하는 프로젝트이다. 2016년 초 현재 ACLED는 10만 건 이상의 개별 사건을 기록했으며, 아프리카와 남아시아 및 동남아시아 10개국에 대한 지속적인 데이터 수집에 중점을 두고 있다. 이 데이터는 1997년의 역사적 데이터를 사용하여 개발도상국의 정치적 폭력에 대한 중장기 분석 및 매핑에 활용될 수 있으며, 실시간 데이터 업데이트 및 보고서를 통해 위기 및 분쟁 영향을 받는 지역의 인도주의 및 개발 작업에 정보를 제공할 수 있다.
ACLED는 "정치적 폭력"을 "정치적 목적 또는 동기를 가진 집단에 의한 무력 사용"으로 정의한다. 이 데이터베이스는 이 정의를 사용하여 아프리카와 동남아시아 전역의 여러 정치적 사건들을 분류한다. 정치적 사건은 "하나 이상의 집단이 정치적 목적을 위해 무력을 사용하는 단일 다툼"으로 묘사된다. 이 데이터 프로젝트는 9가지 다른 유형의 사건들을 분류한다.

### 인간안보보고서 프로젝트 (HSRP)
인간안보보고서 프로젝트 (HSRP)는 조직 폭력의 전 세계 및 지역 동향, 그 원인 및 결과를 분류한다. 연구 결과 및 분석은 캐나다 밴쿠버에 기반을 둔 인간안보보고서, 인간안보 요약 시리즈, 인간안보 미니 아틀라스에 게재된다.
웁살라 분쟁 데이터 프로그램의 데이터를 사용하여 보고서는 5가지 유형의 폭력을 추적한다.
- 국가 기반 무장 분쟁은 국제 분쟁 및 내전으로 분류되며, 이 중 적어도 한쪽 교전 당사자는 국가의 정부이다.
- 국가 간 분쟁은 두 국가 간의 분쟁이다.
- 국가 내 분쟁은 내전과 같이 국가 내에서 발생한다.
- 비국가 무장 분쟁은 두 무장 단체 간의 전투로 구성되며, 둘 다 국가 정부가 아니다.
- 일방적 폭력은 비무장 민간인에 대한 표적 공격으로 간주된다.[17]

## 같이 보기
- 분류:국적별 암살된 정치인
- 입법부 폭력
- 최고법원에 대한 공격 목록
- 입법부에 대한 공격 목록
- 암살되거나 처형된 국가원수 및 정부수반 목록
- 언론인 안전

## 참고 문헌
- 폴 홀랜더, 정치 폭력: 신념, 행동, 정당성, 팰그레이브 맥밀런, 2008.
- 필립 헤르브스트, 테러리즘에 대해 말하기: 정치적 폭력의 편향된 언어 사전, 그린우드 출판 그룹, 2003.